# Kopalnia Węgla Kamiennego Klimontów
Kopalnia Węgla Kamiennego „Klimontów” – kopalnia węgla kamiennego w Klimontowie.

## Historia

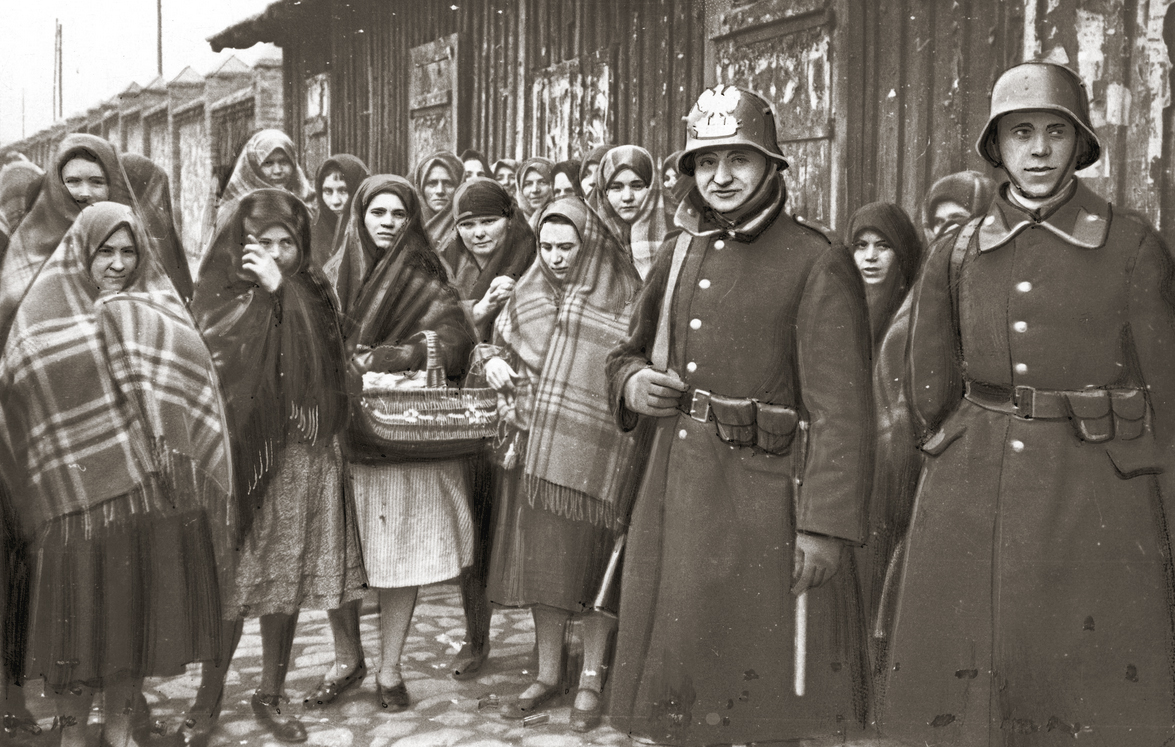
Kobiety w asyście funkcjonariuszy Policji Państwowej oczekują na górników strajkujących w kopalni Klimontów, 1933

Kopalnia została zbudowana w latach 1904–1908 przez Towarzystwo Kopalń i Zakładów Hutniczych Sosnowieckich. Początkowo była częścią kopalni „Niwka”. W 1908 r. została wydzielona  jako odrębny zakład górniczy o nazwie „Klimontów” z  szybami „Władysław” i „Jan”. W 1913 r. uruchomiono kopalnię „Klimontów II”, a dawny ruch „Klimontów” otrzymał nazwę „Klimontów I”. W latach 1920–1926 kopalnia „Klimontów I” nosiła od nazwy szybu wydobywczego imię „Władysław”, a „Klimontów II” – „Jadwiga”. Zakład „Klimontów II” unieruchomiono z końcem kwietnia 1930 r., a „Klimontów I” w kwietniu 1933 r., a następnie zatopiono je. W 1941 r. władze okupacyjne uruchomiły ponownie obie kopalnie, nadając im nazwy „Bismarck I” (dawna „Klimontów II”) i „Bismarck II” („Klimontów I”). Od 1 stycznia 1942 r. przejął je koncern Preussag. W 1944 r. oba ruchy zostały częściowo unieruchomione, a w latach 1945–1950, po wejściu w skład Dąbrowskiego Zjednoczenia Przemysłu Węglowego, były połączone z kopalnią „Mortimer” pod nazwą „Klimontów-Mortimer”. Od 1 stycznia 1951 r. kopalnia „Klimontów” z szybem wydobywczym „Władysław” była samodzielnym przedsiębiorstwem. Szyb „Jadwiga” dawnej kopalni „Klimontów II” pozostał przy ruchu „Mortimer”, a następnie został przekazany kopalni „Porąbka”. 
W 1913 r. produkcja węgla kamiennego w kopalni „Klimontów I” wyniosła 186 187, a w zakładzie „Klimontów II” 2 782 ton. W 1929 r. „Klimontów I” osiągnął wydobycie na poziomie 271 141, a „Klimontów II” 28 255 ton. W 1970 r. obie kopalnie wyprodukowały łącznie 1 617 091 ton.
Od 1 stycznia 1974 r. kopalnia „Klimontów” została połączona z kopalnią „Mortimer--Porąbka” pod nazwą „Czerwone Zagłębie”, którą w 1992 r. zmieniono na KWK „Porąbka-Klimontów”.